# Cardiacera multipuncata
Cardiacera multipuncata är en tvåvingeart som först beskrevs av Malloch 1929.  Cardiacera multipuncata ingår i släktet Cardiacera och familjen Pyrgotidae. Inga underarter finns listade i Catalogue of Life.